# Palavansathu
Palavansathu é uma vila no distrito de Vellore, no estado indiano de Tamil Nadu.

## Demografia
Segundo o censo de 2001,  Palavansathu  tinha uma população de 16,136 habitantes. Os indivíduos do sexo masculino constituem 51% da população e os do sexo feminino 49%. Palavansathu tem uma taxa de literacia de 76%, superior à média nacional de 59.5%: a literacia no sexo masculino é de 81% e no sexo feminino é de 70%. Em Palavansathu, 8% da população está abaixo dos 6 anos de idade.